# Cnemoscopus chrysogaster
Cnemoscopus chrysogaster, "guldbröstad busktangara", är en fågelart i familjen tangaror inom ordningen tättingar. Den betraktas oftast som en underart av busktangara (Cnemoscopus rubrirostris), men urskiljs sedan 2016 som egen art av Birdlife International och IUCN.
Taxonet förekommer endast i Anderna i Peru, från Amazonas till Cordillera Vilcabamba i Cusco. Den kategoriseras av IUCN som livskraftig.